# Dorfkirche Zarpen

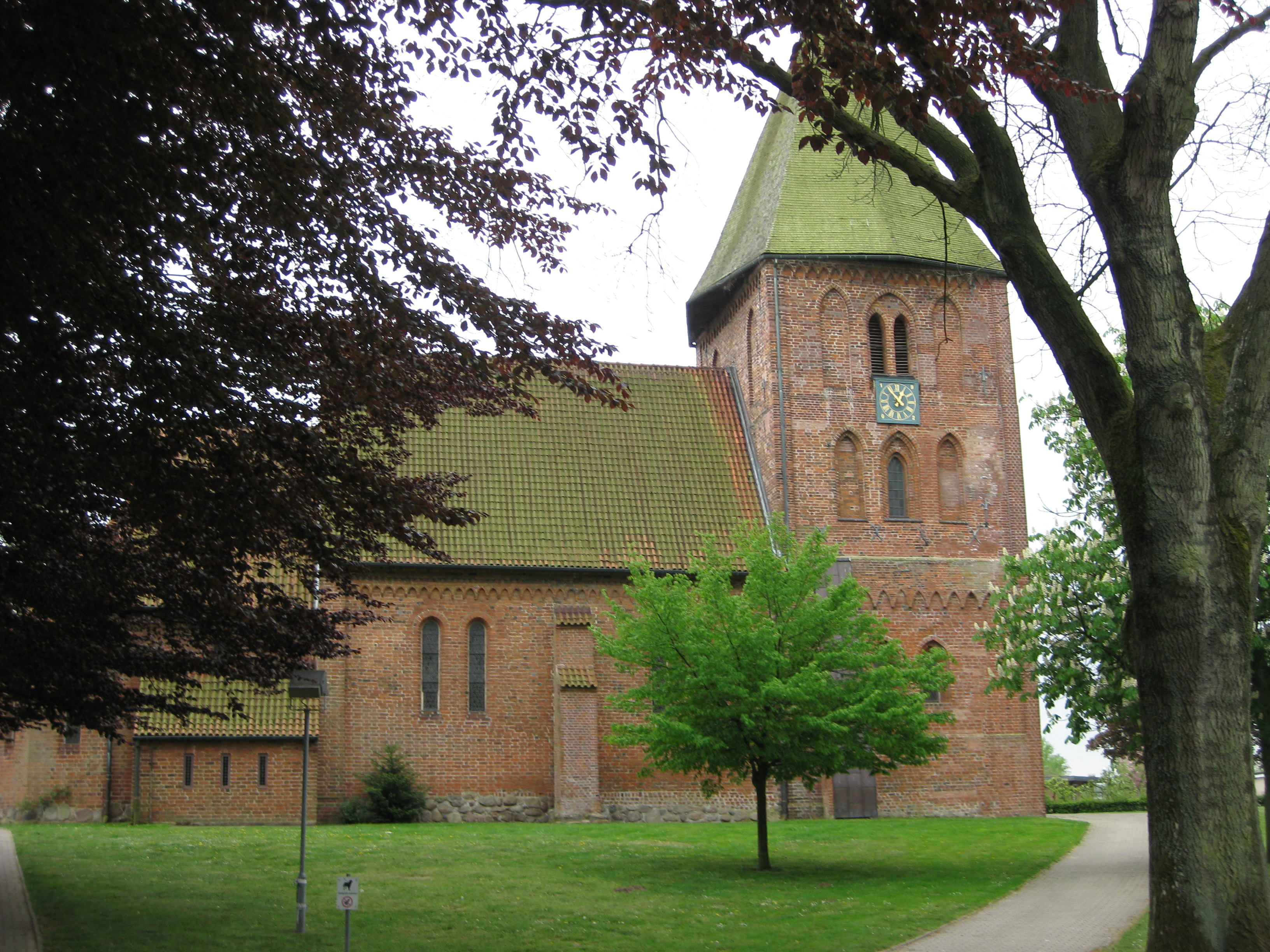
Kirche in Zarpen

Die Evangelische Kirche Zarpen ist eine 1221 begonnene backsteingotische Kirche in Zarpen, die als Pfarrkirche dieses frühmittelalterlichen Hauptortes und für die umgebenden Ortschaften des ehemaligen Klosters Reinfeld im heutigen Amt Nordstormarn im 13. Jahrhundert errichtet wurde.

## Baugeschichte
Der Kirchenbau begann im frühen 13. Jahrhundert mit dem – erst nachträglich – gewölbten Chor, der später um die zierliche 5/8-Apsis als östlichen Abschluss ergänzt wurde. Das Kirchenschiff, bestehend aus zwei gewölbten Jochen und einem Südportal, wurde um die Mitte des 13. Jahrhunderts errichtet. Es ist ein Bauwerk des Übergangsstils von der Romanik auf die Gotik; runde Fensterwölbungen treffen auf oben spitze Türportale. Vor die einschiffige Kirche wurde sodann im Westen als jüngstes Gebäudeteil der dreistöckige Kirchturm in Breite des Kirchenschiffes errichtet, der die drei Glocken der Kirche trägt und von einem achtseitigen gedrungenen Helm aus dem Jahr 1604 bedeckt wird.
Die Kirche wurde zwischen den Weltkriegen einer Grundinstandsetzung unterzogen, dabei wurden Portale und Fenster gotisch erneuert. Die äußeren Strebepfeiler sind ebenfalls Hinzufügungen aus späterer Zeit.

## Ausstattung

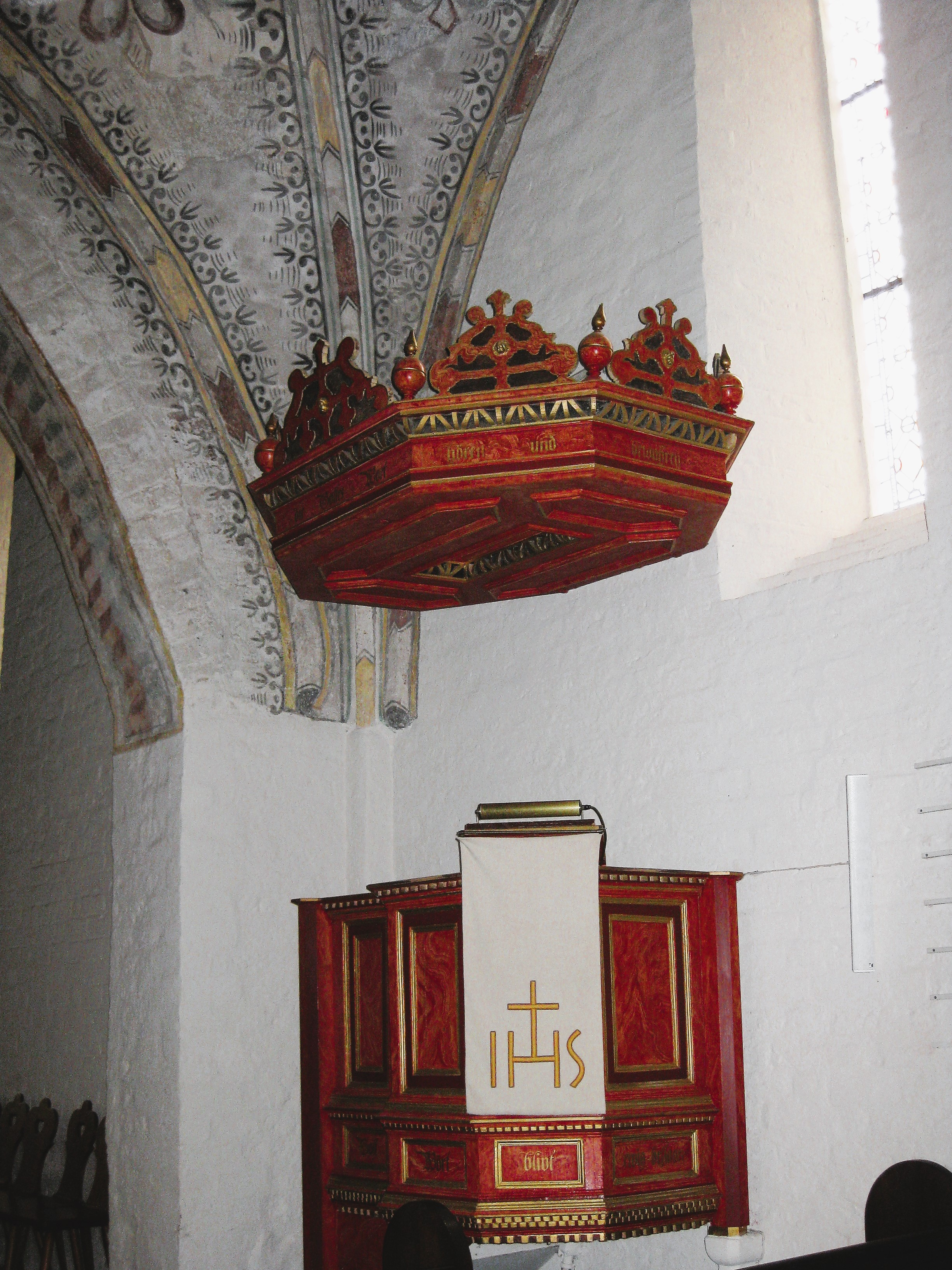
Kanzel

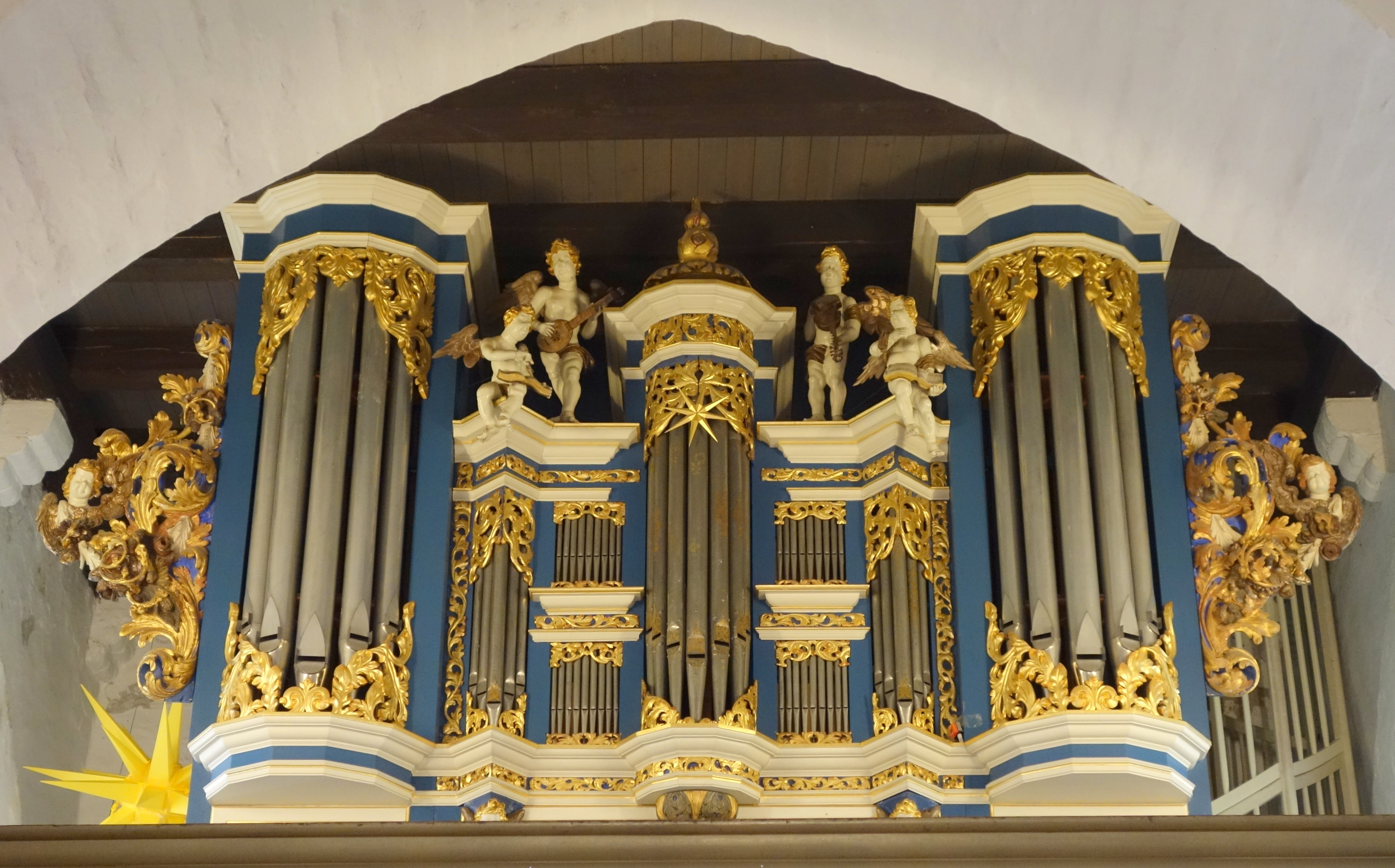
Marcussen-Orgel

Die Ausmalung der Kirche ist in Teilbereichen des Chors spätgotisch, im Schiff im 17. Jahrhundert gotisierend ergänzt.
Die Kanzel ist vom Anfang des 17. Jahrhunderts. Das barocke Kruzifix stammt aus dem späten 17. Jahrhundert.
Die dänische Firma Marcussen & Søn schuf im Jahr 1883 die Orgel, die im Laufe der Zeit mehrfach umgebaut wurde. Ursprünglich hatte die Orgel einen neugotischen Prospekt, der bei der Renovierung 1936–1940 durch einen Barockprospekt ersetzt wurde. Dieser Prospekt gehörte vermutlich zu einer Orgel aus Heiligenhafen und gelangte aus dem Schleswig-Holsteinischen Landesmuseum Schloss Gottorf nach Zarpen. Das Instrument verfügt über 17 Register auf zwei Manualen und Pedal.

## Glocken
Von den drei Glocken stammt die älteste aus dem Jahr 1464. Der Bronzeguss mit einem Durchmesser von 82 cm ist mit einer doppelzeiligen Minuskelumschrift verziert. Die nächstältere Glocke wurde 1744 von dem Lübecker Ratsgießer Lorenz Strahlborn im dortigen Gießhaus in Bronze gegossen. Sie hat einen Durchmesser von 133 cm und weist neben Inschrift und Zierfriesen eine Kreuzigungsszene als Relief auf. Im Zweiten Weltkrieg sollte sie als kriegswichtiges Material eingeschmolzen werden, konnte aber nach Kriegsende 1945 auf dem Hamburger Glockenfriedhof gerettet werden. Die 1959 von der Glocken- und Kunstgießerei Rincker hergestellte Große Glocke mit dem Schlagton h0, als Ergänzung zu der Glocke d1 von 1744, hat das Geläut der Kirche wieder vervollständigt.